# Riverside International Raceway
Riverside International Raceway var en amerikansk racerbana baserad i Riverside i Kalifornien. Banan var i bruk mellan 1957 och 1989 innan den stängdes. På platsen finns i dag bostäder och ett köpcentrum.

## Bansträckning/Historia
Banan hade en lång sträckning som var 5,26 km lång, en kortare version på 4 km, samt en sträckning på 4,22 km som användes för Nascar-tävlingar. Banan var snabb, och hade en raksträcka på mer än 1,5 km, med ett flertal snabba kurvor. En ombyggnad 1969 gjordes för att göra den farliga banan säkrare, men ändå skedde dödsolyckor på banan, den mest kända var den egendomliga olyckan som drabbade Joe Weatherly, som inte hade något skyddsnät för fönstret på bilen, och dog när han kraschade och huvudet slog mot en barriär. A.J. Foyt hade en allvarlig krasch där 1965 efter ett fel på bromsarna, men han överlevde mirakulöst, vilket däremot inte Ken Miles gjorde i en olycka med en Ford GT40 året efter. Även i banans allra första race 1957 dog John Lawrence, på grund av att det inte fanns någon barriär där han kraschade.
I banans tidiga historia arrangerade man USA:s Grand Prix i formel 1 1960, vilket var finalen på den säsongen. Formel 1 flyttade dock till Watkins Glen International året efter, och kom aldrig mer tillbaka. Istället arrangerade Riverside två årliga tävlingar i Nascar, samt Can-Am och IMSA GT Championship. Formelbilar tävlade ibland på banan, men i slutet av banans historia var CART arrangörer för en årlig tävling. 1983 skedde en dödsolycka som var den enda fatala olyckan i IMSA GT-historien, då Rolf Stommelens Porsche tappade sin bakvinge, vilket ledde till att en maktlös Stommelen kraschade och avled i en horribel serie volter.
Riverside hotades av 1980-talet av nedläggning under flera års tid, men banan överlevde flera års spekulationer, och till slut omnämndes tre raka Nascar-race på banan som det sista racet. I banans allra sista tävling avled klubbföraren Mark Verbovsky. Efter det byggdes banan om till ett köpcenter, och bit för bit försvann alla byggnader, varav kontrolltornet först 2005. Banan skördade inte så många dödsoffer under sina sista 20 år, och kunde inte sägas vara farligare än andra amerikanska banor. Riverside ses som en av den amerikanska racinghistoriens klassiska banor, och det har till och med funnits planer på att bygga en identisk bana på en annan plats i Kalifornien, även om det aldrig har blivit verklighet.